# The Comeback
The Comeback (també coneguda com The Day the Screaming Stopped) és una pel·lícula britànica slasher del 1978 dirigida per Pete Walker i protagonitzada per Jack Jones, Pamela Stephenson, i David Doyle. La seva trama segueix a un cantant estatunidenc reeixit però adormit que es retira a una remota mansió a Surrey per gravar un àlbum; allà, el segueix un psicòpata, que porta una màscara de hag, que va assassinar la seva exdona.
La pel·lícula es va estrenar per primera vegada al Regne Unit el 16 de juny de 1978 i, posteriorment, es va presentar al Barbican Centre de Londres com a part d'una retrospectiva de Pete Walker el novembre de 2014.
The Comeback es considera més convencional que alguns dels treballs anteriors de Walker i s'ha acreditat juntament amb   Schizo de Walker com "un presagi del desenvolupament de la pel·lícula slasher de la dècada de 1980."

## Argument
Gail Cooper viatja a l'apartament del seu exmarit Nick a Londres per treure alguns dels seus objectes més valuosos. Aviat es fa evident que, mentre que Nick (un cantant d'èxit) no és a casa, hi ha algú. La persona anònima veu Gail rebre una trucada telefònica d'un periodista preguntant sobre el divorci de la parella i preguntant quan Nick publicarà el seu proper àlbum, ja que fa sis anys que no compon res des que es va casar amb Gail. Just quan Gail està a punt de marxar, és atacada per un assassí que porta una màscara de bruixa i un xal d'encaix, i la mata amb una falç.
Mentrestant, Nick arriba a Londres des de Nova York, on intenta gravar un nou àlbum per satisfer el seu manager Webster. Nick troba una mica de consol en la secretària de Webster, Linda, amb qui comparteix una forta atracció mútua. Després d'un cert debat, Nick es trasllada a una mansió al camp de Surrey que està supervisada per la mestressa B i el jardiner Sr. B. Poc després de la seva arribada, Nick comença a experimentar fenòmens estranys que inclouen visions de la seva ex- dona Gail. Nick no és conscient de la mort de Gail, així que està confós per la seva aparició a la mansió. Malgrat això, Nick comença a treballar en el seu àlbum i a desenvolupar encara més el seu romanç amb Linda. El seu estat psicològic no es veu ajudat quan el seu soci Harry desapareix i Nick descobreix que Linda abans estava sortint amb Webster. Una nit en Nick decideix investigar alguns dels estranys sorolls que ha vist i acaba trobant el cap tallat i en descomposició de la Gail. Això posa a Nick en un estat catatònic i és ingressat temporalment a un hospital.
Nick i Linda finalment consumen la seva nova relació, però Linda desapareix l'endemà. Això gairebé devasta Nick i el seu metge li indica que es prengui les coses lentament i torni a visitar el seu apartament, ja que el metge creu que tots els fenòmens inexplicables han estat el resultat de l'angoixa de Nick pel divorci i l'estrès de gravar el seu àlbum. Un cop a l'apartament, en Nick s'adona que l'apartament s'ha netejat a fons amb antisèptic i s'han reemplaçat la catifa, cosa que considera estranya ja que va deixar l'apartament net a la seva marxa i no va donar ordres de reemplaçar res. Torna a la casa pairal anglesa i ho discuteix amb la senyora B, que li diu que no es preocupi per res d'això.
Tanmateix, poc després Nick és atacat per la vella emmascarada. Fuig i es troba amb la senyora B, que revela que la vella emmascarada és el senyor B i que han matat a Gail i Harry per bogeria i venjança. Estan enfadats amb Nick, ja que la seva única filla s'havia obsessionat amb ell i s'havia suïcidat després d'anunciar que s'havia casat amb la Gail. Els assassinats i els fets suposadament sobrenaturals havien de ser la seva manera de venjar-se d’ell per tot i el seu acte final seria matar el mateix Nick després de tornar-lo boig lentament. Llavors, el senyor B intenta matar en Nick de nou, però Nick l'esquiva i la senyora B és ferida mortalment, cosa que impedeix que el senyor B continuï atacant i abraça el cos de la seva dona morta. Webster arriba aleshores i en veure què va passar, truca a la policia. Just abans d'arribar, en Nick sent cops a les parets i aconsegueix localitzar la Linda, que els B havien enterrat a les parets amb el cos de la seva filla morta. Els dos surten i mentre el cotxe de policia s’allunya amb el Sr. B, Nick veu el fantasma de Gail que li saluda des d'una de les finestres de la casa pairal, mostrant que alguns dels fenòmens que havia experimentat havien estat almenys parcialment reals.

## Repartiment
- Jack Jones com a Nick Cooper
- Pamela Stephenson com a Linda Everett
- David Doyle com a Webster Jones
- Bill Owen com Albert B.
- Sheila Keith com a Doris B.
- Richard Johnson com a Macauley
- Patrick Brock com el Dr. Paulsen
- Holly Palance com a Gail Cooper
- June Chadwick com a infermera
- Penny Irving com a noia cantant
- Peter Turner com a Harry Cunningham
- Jeff Silk com a agent de policia
- David Hamilton com a DJ de ràdio (sense acreditar)

## Recepció crítica
La recepció crítica ha estat mixta. Time Out va destrossar la pel·lícula, escrivint "Ni tan sols la seva banda de arengades vermelles travestis pot ajudar a que la història es mantingui en peu." DVD Verdict i Twitch Film van donar crítiques contradictòries per la pel·lícula, i DVD Verdict van escriure que "De cap manera és una pel·lícula terrible, només una suau. Hi ha massa poques sacsejades i massa poques morts. A més, la revelació és tan fora del lloc que sembla una trampa." En contrast, HorrorNews.net i Steve Chibnall van lloar la pel·lícula, Chibnall va escriure al llibre British Horror Cinema que "The Comeback conté els exercicis de suspens més realitzats de Walker, però la llengua de la pel·lícula està més ferma que mai."

## Premis
- Medalla Sitges en Plata de Ley – Millor fotografia al XII Festival Internacional de Cinema Fantàstic i de Terror (Peter Jessop, 1979)[11]

## Obres citades
- Armstrong, Kent Byron. Slasher Films: An International Filmography, 1960 Through 2001.  Jefferson, N. Carolina: McFarland, 2003. ISBN 978-0-786-41462-8.
- Chibnall, Steve; Petley, Julian. British Horror Cinema.  Nova York: Psychology Press, 2001. ISBN 9780415230032.
- Shail, Robert. British Film Directors: A Critical Guide.  Carbondale, Ill.: Southern Illinois University Press, 2007. ISBN 978-0-809-32833-8.